# Laudo arbitral de 1977

Límite fijado por el laudo arbitral de 1977.

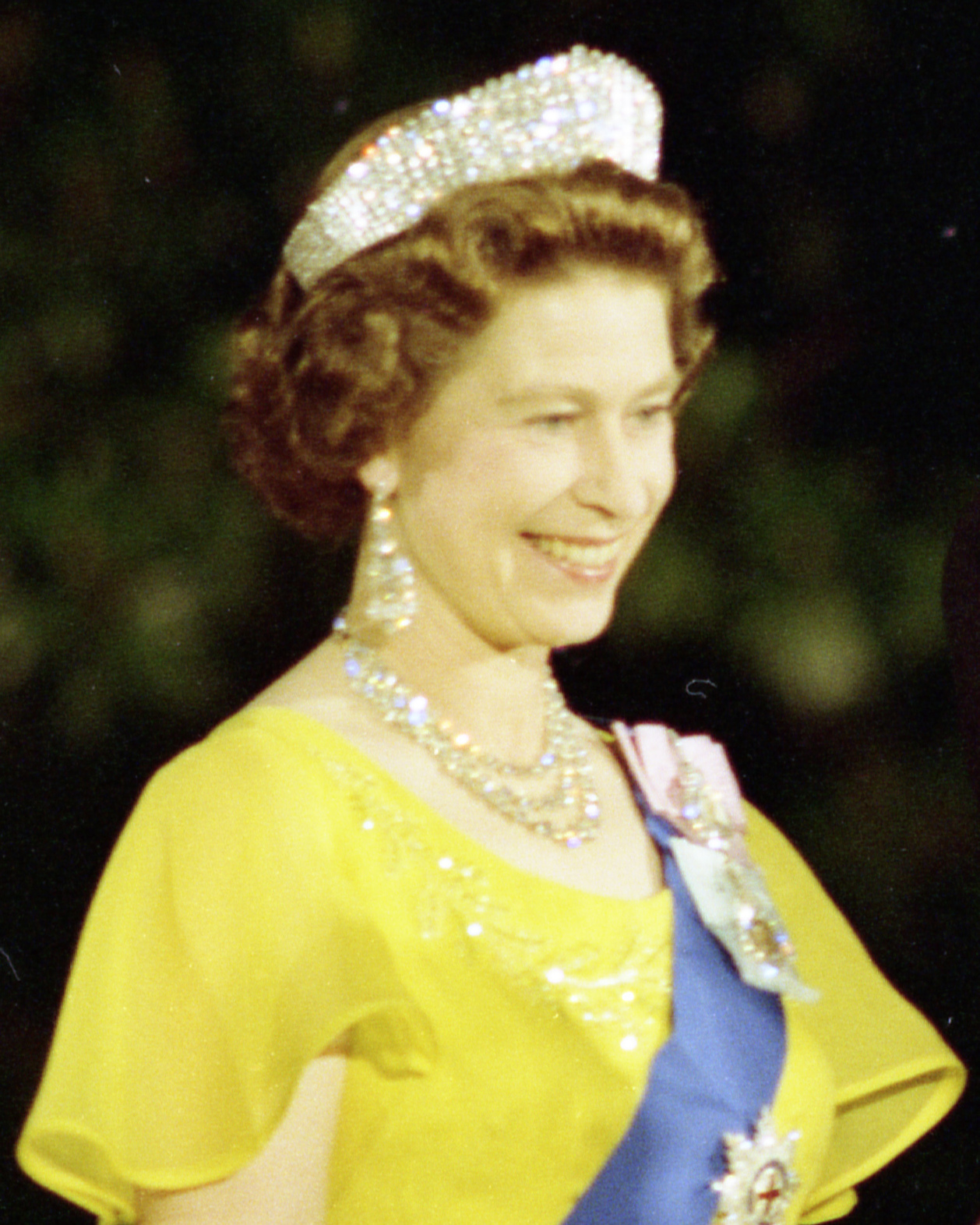
Isabel II del Reino Unido firmó el laudo arbitral en nombre del gobierno británico, árbitro formal de la disputa. No tuvo participación en la gestación del laudo.

El laudo arbitral sobre la disputa de soberanía conocida como Conflicto del Beagle fue dado a conocer el 2 de mayo de 1977 por la reina Isabel II en nombre del gobierno del Reino Unido de Gran Bretaña e Irlanda del Norte, árbitro formal de esa disputa limítrofe entre la Argentina y Chile. El arbitraje del gobierno británico fue solicitado por ambos países el 22 de julio de 1971, siendo presidentes Alejandro Lanusse (Argentina) y Salvador Allende (Chile), poniendo en vigencia los mecanismos acordados por ambos en el Tratado General de Arbitraje de 1902. Se acordó formar una corte arbitral constituida por cinco jueces integrantes de la Corte Internacional de Justicia nombrados por consenso de ambos países, quienes debían entregar su fallo al gobierno británico, que finalmente lo aprobaría o rechazaría sin modificarlo. 
La sentencia de la corte arbitral fue dada a conocer al gobierno británico el 18 de febrero de 1977 y fue el resultado de un análisis de los derechos jurídicos de ambos países sobre la zona disputada en el marco de los principios del derecho internacional y de los tratados vigentes. Para ello, ambos países presentaron la argumentación y los documentos que, según su interpretación, respaldaban sus derechos sobre la zona y luego defendieron oralmente ante los jueces sus respectivas tesis. El 25 de enero de 1978 el canciller argentino comunicó al embajador chileno en Buenos Aires que su gobierno declaraba nulo al laudo arbitral, lo cual fue contestado al día siguiente por el gobierno chileno rechazando la declaración de nulidad. La corte arbitral se disolvió al estar de hecho los territorios deslindados en poder de las partes a quienes el laudo adjudicaba. 
El Conflicto del Beagle fue finalmente solucionado con la firma del Tratado de Paz y Amistad el 29 de noviembre de 1984, que constituyó una transacción entre las dos partes. Si bien el tratado no se refirió a la delimitación en el canal Beagle, expresa que se delimita a partir del término de la delimitación existente en el canal Beagle, reconociendo así implícitamente solo la soberanía sobre las islas y el límite marítimo que el laudo arbitral asignaba a cada país en dicho canal, no así las proyecciones marítimas hacia el sudeste que el laudo atribuyó en su totalidad a Chile y que en el tratado se determinó que en su mayor parte queden bajo soberanía argentina. El laudo arbitral no fue mencionado en el tratado al no haber sido reconocido como válido por el gobierno argentino. 

## Pasos previos

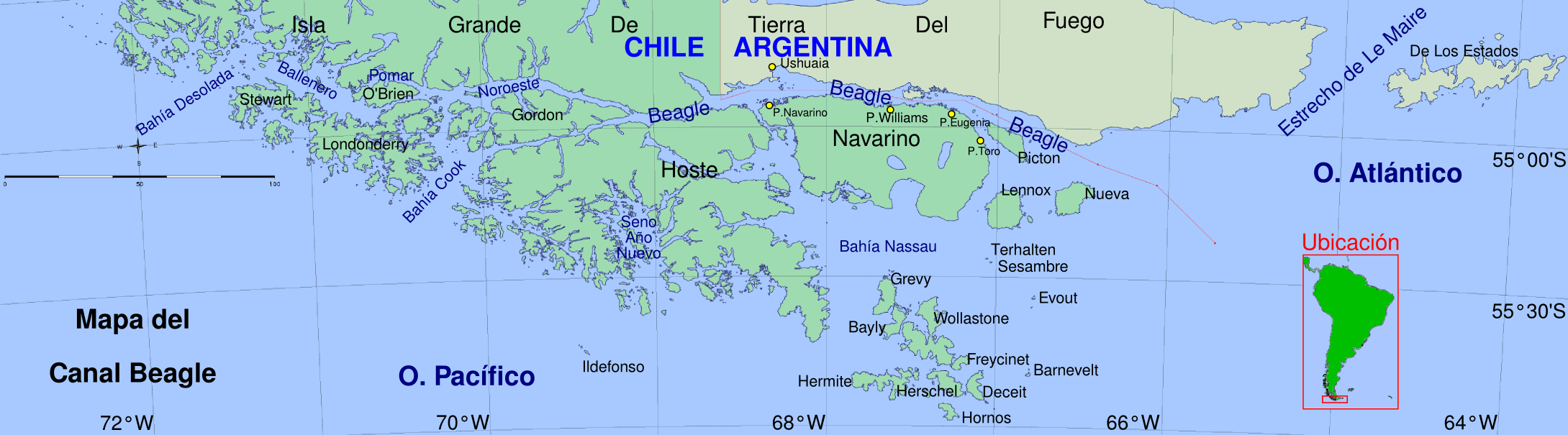
Mapa del canal Beagle, desde el océano Pacífico hasta el Atlántico.

El 11 de diciembre de 1967 el embajador chileno en Londres, Víctor Santa Cruz, entregó una nota al gobierno británico expresando la existencia de una disputa con la República Argentina respecto de la soberanía de ciertas islas situadas en la región del canal Beagle, mencionando los intentos fallidos de alcanzar una solución y la decisión de su gobierno de solicitar la intervención del gobierno británico como árbitro de acuerdo al artículo 5 del Tratado General de Arbitraje de 1902. El mismo día el embajador argentino en Santiago de Chile recibió una comunicación en la que se le informaba sobre la presentación. El 19 de diciembre de 1967 el gobierno británico entregó una nota al embajador argentino en el Reino Unido preguntando si su gobierno deseaba hacer algún comentario respecto de la petición chilena. El 23 de diciembre el gobierno argentino entregó dos notas al embajador chileno en Buenos Aires expresando que no se había llegado a ningún acuerdo para solicitar la intervención arbitral, invitando a reanudar negociaciones, notas que también fueron entregadas al gobierno británico el 29 de diciembre. No hubo resultados inmediatos al pedido de arbitraje hasta que el 22 de julio de 1971 fue firmado en Londres el Compromiso de Arbitraje, por los representantes de los tres países involucrados: Joseph Godber por el Reino Unido, Álvaro Bunster por Chile, y Gustavo Martínez Zuviría por la Argentina.

## Procedimiento
Se acordaron varios puntos que diferenciaban a este arbitraje de los precedentes de 1896 y 1960. Para evitar cualquier sospecha de prejuicio con el fin de evitar asociaciones con la cuestión de las islas Malvinas, el árbitro (el Gobierno de Su Majestad Británica) designó una corte arbitral cuyos jueces fueron elegidos por consenso de ambos países y sus nombres estaban en el Compromiso de Arbitraje. Los cinco jueces eran integrantes de la Corte Internacional de Justicia con sede en La Haya, una concesión al deseo de Argentina de recurrir a ese tribunal. Solo uno de ellos era de nacionalidad británica.
- Hardy C. Dillard (Estados Unidos de América)
- Gerald Fitzmaurice (Reino Unido)
- André Gros (Francia)
- Charles D. Onyeama (Nigeria)
- Sture Petrén (Suecia)

- El gobierno británico solo podía aceptar o rechazar la decisión de los jueces, pero no cambiar su contenido. De esta manera el laudo arbitral no estaba relacionado en su contenido con el Reino Unido.
- La corte debía fallar de acuerdo con los principios del derecho internacional.
- El límite fijado por la corte arbitral debía ser trazado en una carta.

La corte arbitral debía elegir el lugar de sus sesiones con el consentimiento de las partes, el 10 de junio de 1972 decidió establecerse en Ginebra, Suiza. Los jueces debían elegir de entre ellos al presidente de la corte arbitral, siendo nombrado el juez Fitzmaurice. También debían designar un secretario, siendo nombrado el profesor Philippe Cahier el 6 de octubre de 1972. Si se producía una vacante, no sería nombrado otro juez a menos que hubiera acuerdo entre las partes, pero si la vacante era la del secretario la corte arbitral debía designar a otro. El 13 de diciembre de 1976 falleció el juez Petrén, no siendo remplazado. Antes de transcurrido un mes desde la firma del compromiso de arbitraje, cada parte debía nombrar uno o más agentes para representarla con domicilio cerca de la corte arbitral. La Argentina nombró como agentes a dos embajadores extraordinarios y plenipotenciarios en misión especial: Ernesto de la Guardia y Julio Barboza. Chile nombró como agente a José Miguel Barros, embajador extraordinario y plenipotenciario en los Países Bajos en misión especial en el Reino Unido. Cuando éste renunció en septiembre de 1973 lo remplazó Álvaro Bunster.
Las reglas de procedimiento, incluyendo las fechas de entrega de los alegatos, debían ser fijadas por la corte arbitral luego de consultar a las partes, consulta que se realizó en Londres durante un encuentro informal a fines de septiembre de 1971, previo al comienzo del trabajo. Allí se decidió que la corte arbitral utilizara el idioma inglés, incluyendo los escritos remitidos por las partes. El 10 de junio de 1972 se dispuso que la fecha de entrega de las memorias debía ser el 1 de enero de 1973. Los costos del arbitraje debían ser pagados por mitad por ambas partes, excepto los costos propios de cada una.
El procedimiento de presentación de los argumentos y documentos de las partes tuvo 4 fases: 
- las memorias: debían ser entregadas simultáneamente por cada parte el 1 de enero de 1973, incluyendo mapas y otros documentos, pero a pedido de las partes, el 6 de octubre de 1972 se extendió la fecha de entrega hasta el 2 de julio de 1973;
- las contramemorias para las respuestas a las memorias: el 7 de diciembre de 1973 se dispuso que fueran entregadas el 2 de junio de 1974, pero a pedido de los agentes argentinos, aceptado por el de Chile, el 22 de julio de ese año se extendió el tiempo límite hasta el 2 de octubre de 1974;
- las réplicas para comentarios posteriores a las contramemorias, el 20 de diciembre de 1974 se dispuso que fueran entregadas el 1 de junio de 1975. Más documentos fueron presentados por las partes el 29 de julio de 1976;
- los alegatos (o procedimientos orales) se realizaron en inglés o francés (a elección del alegante) desde el 7 de septiembre hasta el 23 de octubre de 1976. Al finalizar, la corte arbitral solicitó a las partes que presentasen por escrito observaciones respecto de ciertas materias declaradas en los alegatos por Argentina, fijando las fechas de entrega para el 3 de noviembre (Chile) y el 16 de noviembre de 1976 (Argentina).

Los escritos acumulados suman 14 volúmenes por Chile y 12 volúmenes por la Argentina. Chile presentó 213 mapas y la Argentina 195 mapas. 

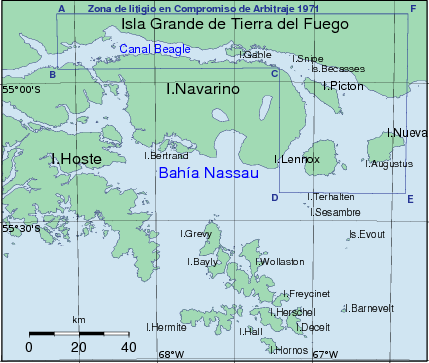
Martillo del laudo.

En un encuentro de las partes con la corte arbitral en La Haya el 29 de noviembre de 1974 se discutió la posibilidad de que los jueces viajaran a la región en disputa. Visita que se realizó en la primera quincena de marzo de 1976, embarcados sucesivamente en los transportes navales Aquiles (de la Armada de Chile) y ARA Bahía Aguirre (de la Armada Argentina).

## Cuestión a resolver
No pudieron las partes litigantes reducir el problema a una única solicitud de resolución, por lo que cada una presentó su propia solicitud al árbitro, que fueron incluidas en el compromiso de arbitraje. 
Por Argentina la solicitud fue:

La República Argentina solicita que el Árbitro determine cuál es la línea del límite entre las respectivas jurisdicciones marítimas de la República Argentina y la República de Chile desde el meridiano 68º 36´ 38.5" W., dentro de la región mencionada en el párrafo 4) de este artículo y, en consecuencia, declare que pertenecen a la República Argentina las islas Picton, Nueva y Lennox e islas e islotes adyacentes.
 §1 artículo 1 del Compromiso de arbitraje

Por Chile la solicitud fue:

La República de Chile solicita que el Árbitro resuelva las cuestiones planteadas en sus notas de 11 de diciembre de 1967 al Gobierno de Su Majestad Británica y al Gobierno de la República Argentina, en cuanto se relacionan con la región a que se refiere el párrafo 4) de este artículo y que declare que pertenecen a la República de Chile las islas Picton, Lennox y Nueva, islas e islotes adyacentes, como asimismo las demás islas e islotes cuya superficie total se encuentra íntegramente dentro de la zona indicada en el párrafo 4) de este artículo.
 §2 artículo 1 del Compromiso de arbitraje

El párrafo 4 del compromiso de Arbitraje define un polígono de 6 puntos (A, B, C, D, E, F) con forma de L acostada hacia abajo como zona de litigio (martillo del laudo), cuyas coordenadas son las siguientes:
- A 54°45′00″S 68°36′38.5″O / -54.75000, -68.610694
- B 54°57′00″S 68°36′38.5″O / -54.95000, -68.610694
- C 54°57′00″S 67°13′00″O / -54.95000, -67.21667
- D 55°24′00″S 67°13′00″O / -55.40000, -67.21667
- E 55°24′00″S 66°25′00″O / -55.40000, -66.41667
- F 54°45′00″S 66°25′00″O / -54.75000, -66.41667

## La posición argentina
En su Memoria la parte argentina solicitó formalmente a la corte arbitral:

La República Argentina concluye y mantiene que la línea limítrofe entre las respectivas jurisdicciones marítimas de la República Argentina y de la República de Chile desde el meridiano 68°36'38.5" O de Greenwich corre a lo largo de la línea media del canal Beagle, desviándose de esta línea solo donde las inflexiones sean necesarias de modo tal que cada país pueda siempre navegar en aguas propias; y que la línea por lo tanto corra equidistante de las Islas Bridges e Islote Bartlett, y luego equidistante de los Islotes Les Eclaireurs y de la costa norte de la Isla Navarino hasta el Banco Herradura donde vuelve a seguir un curso medio entre el Banco Herradura y el Banco Gable (evitando así obstáculos a la navegación); desde allí continua un curso medio a través del Paso Mackinlay, y luego entre la Isla Martillo
e Islotes Gemelos; después, retornando a la línea media del canal Beagle, el límite continua hacia el sudeste a lo largo del curso del canal Beagle, con la Isla Navarino en un lado y las islas e islotes Snipe, Solitario, Hermanos y Picton, sucesivamente en el lado opuesto; continua a lo largo de la línea media del canal Beagle entre la Isla Picton y la Isla Navarino, alcanzando un punto equidistante de la costa oriental de la Isla Navarino, la costa más al sur de la Isla Picton y la costa norte de la Isla Lennox, donde sigue a lo largo de la línea media del Paso Goree, hasta alcanzar el mar abierto a medio camino entre la Punta Guanaco en la Isla Navarino y la Punta María en la Isla Lennox; desde allí continua en una dirección generalmente sur.
 Por lo tanto, por todas las razones declaradas en esta Memoria, y por cualquier otra razón que la Corte considere relevante al presente caso, la República Argentina solicita que la Corte de Arbitración debe decidir y declarar que:
 (a) la línea limítrofe entre las respectivas jurisdicciones marítimas entre la República Argentina y la República de Chile, desde el meridiano 68°36'38.5" O, dentro de la región referida en el párrafo (4) del Artículo I del Acuerdo de Arbitraje, es como se describe arriba;
 (b) que en consecuencia, las islas Picton, Nueva y Lennox e islas e islotes adyacentes pertenecen a la República Argentina.

En la Contramemoria la parte argentina no hizo más solicitudes formales.
En la Réplica la parte argentina solicitó formalmente a la corte arbitral:

El gobierno argentino mantiene la posición y solicitudes como fueron presentadas en su Memoria y Contramemoria y respectuosamente pide a la Corte rechazar las solicitudes chilenas hechas en p. 151 de su Contramemoria.

En la declaración del 23 de octubre de 1976 al finalizar los alegatos la parte argentina reiteró la solicitud hecha en la Memoria, agregando algunos detalles geográficos más a la descripción de la línea limítrofe solicitada. 

El Gobierno Argentino concluye y mantiene que la línea limítrofe entre las respectivas jurisdicciones marítimas de la República Argentina y de la República de Chile, desde la intersección del meridiano 68°36'38.5" O de Greenwich con el canal Beagle es una línea que sigue el mismo meridiano hasta el medio del canal Beagle y luego corre a lo largo de la línea media del canal, desviándose de esa línea solo cuando las inflexiones son necesarias para que cada país pueda siempre navegar en aguas propias. La línea corre así equidistante entre la isla Grande de Tierra del Fuego y las islas Hoste y Navarino, pasa entre las islas Bridges e islote Bartlett, y luego corre equidistante desde los islotes Les Eclaireurs y la costa norte de la isla Navarino. Continúa a lo largo de la línea media del canal, hasta la vecindad del Banco Herradura, donde torna a seguir la mitad del canal navegable entre el Banco Herradura y la isla Grande y entre el Banco Herradura y el Banco Gable; desde allí continúa a lo largo del canal navegable a través del Paso Mackinlay y luego retorna a la línea media pasando entre la isla Martillo y los islotes Gemelos. Después, el límite continúa a lo largo de la línea media del canal Beagle, primero entre la isla Navarino y la isla Grande y luego entre Navarino en un lado y las islas e islotes Snipe, Solitario, Hermanos y Picton, sucesivamente en el lado opuesto. La línea continúa a lo largo de la línea media del canal Beagle entre la isla Picton y la isla Navarino, alcanzando un punto equidistante de la costa oriental de la isla Navarino, el punto más sudoccidental de Picton y la costa norte de Lennox, desde donde sigue a lo largo de la línea media de Rada Goree (evitando obstáculos para la navegación), hasta alcanzar el mar abierto a medio camino entre la Punta Guanaco en la isla Navarino y Punta María en la isla Lennox. desde allí continua en una dirección generalmente sur.
 Por lo tanto, por todas las razones expuestas en los alegatos argentinos orales y escritos, y por cualquier otra razón que la Corte considere relevante al presente caso, la República Argentina solicita que la Corte de Arbitración debe decidir y declarar que:
 (a) la línea limítrofe entre las respectivas jurisdicciones marítimas entre la República Argentina y la República de Chile, desde el meridiano 68°36'38.5" O, dentro de la región referida en el párrafo (4) del Artículo I del Acuerdo de Arbitraje, es como se describe arriba;
 (b) que en consecuencia, las islas Picton, Nueva y Lennox e islas e islotes adyacentes pertenecen a la República Argentina.

### Argumentos argentinos
La Argentina basó sus derechos exclusivamente en el Artículo III del  Tratado de Límites entre Chile y Argentina de 1881. Sus argumentos pueden ser enunciados en los siguientes puntos:
1. Históricamente Chile nunca tuvo salida al Atlántico: el tratado de 1881 no cambió o eliminó al de 1856 sino que solo lo concretó. Es decir el "uti possidetis de 1810" (acordado en el tratado de 1856) continúa vigente como principio general para resolver disputas.
2. El espíritu de la letra del tratado de 1881 es: la Argentina cede sus prerrogativas sobre el estrecho de Magallanes para que Chile desista de expandirse hasta el Atlántico. Los títulos argentinos sobre la Patagonia oriental no estaban en disputa y fueron reconocidos por Chile al firmar el tratado.
3. No existe una relación interna entre los artículos del tratado de 1881. La renuncia a la Patagonia oriental no fue a cambio de ceder toda la Tierra del Fuego a Chile con excepción de los territorios asignados explícitamente a la Argentina. En vez de eso cada artículo del Tratado de 1881 debe ser interpretado separadamente, independiente de los otros, es decir el Art. I para la región andina, el Art. II para la región de Magallanes y el Art. III para la región de Tierra del Fuego.
4. El principio oceánico apoya también la cláusula sobre las islas del Artículo III: dice "...pertenecerán a la República Argentina la isla de los Estados los islotes próximamente inmediatos a ésta y las demás islas que haya sobre el Atlántico al Oriente de la Tierra del Fuego y costas orientales de la Patagonia...". Dado que además de la Isla de los Estados al este de la Patagonia y de Tierra del Fuego no hay más islas, solo puede referirse a Picton, Nueva y Lennox porque el tratado implícitamente otorga más islas a la Argentina.
5. Como de todas maneras las islas en disputa están dentro de la cláusula "atlántica", ya no depende de si están o no al sur del canal. Si se le quisiese dar validez a ese párrafo también confirmarían la posición argentina: el Art. III concede a Chile las islas "hasta el cabo de Hornos". Esto no solo define una cota sur. El Cabo de Hornos también marca una cota en la dirección este-oeste, más allá de la cual Chile no tiene derechos.
6. En lo que se refiere al ejercicio de la soberanía por parte de Chile, éste fue desde un comienzo ilegal. La línea de demarcación sobre Picton, Nueva y Lennox que preveía el Tratado de 1881 nunca fue fijada bilateralmente.
7. La Argentina sostenía que el término entre ambos países desde punta Navarro (67° 13,5' O) no debía de correr por el brazo norte del canal Beagle, llamado canal Moat, sino por el brazo sur por ser el de mayor profundidad, virando el límite hacia el sur por el Paso Picton, por el que el canal Beagle, siguiendo entre la isla Lennox y la isla Nueva por el Paso Richmond, desemboca luego en aguas abiertas. Por lo tanto, tanto Picton como Nueva quedan así al Noreste del Canal Beagle, en consecuencia, bajo soberanía argentina. Pero desde la Bahía Oglander, el límite debe dejar el canal Beagle y avanzar por el Paso Goree, entre la isla Navarino y la isla Lennox, para dejar a esta última bajo soberanía argentina solo por su posición atlántica, aceptando que la misma se encuentra al sur del canal Beagle.
8. El meridiano del cabo de Hornos (67° 15,2' O) es considerado como el límite convencional entre los océanos Atlántico y Pacífico y tiene valor limítrofe entre ambos países en las áreas marinas de acuerdo al Protocolo de 1893. Las islas Picton, Nueva y Lennox eran consideradas argentinas por estar en mar abierto y en el Atlántico al encontrarse al este del meridiano del cabo de Hornos.
9. El Protocolo de 1893 es aplicable al Beagle, que en su artículo 2º expresa que Chile no puede pretender punto alguno sobre el Atlántico así como la Argentina no lo puede pretender sobre el Pacífico.
10. Los tratados, pactos y laudos no trazaron el límite en el canal Beagle, por lo que si no se alcanzaba un acuerdo entre ambos países, se debe trazar en él una línea media.[1]

## La posición chilena
En su Memoria la parte chilena solicitó a la corte arbitral:

Reservándose su derecho a complementar o a enmendar su petición, si la necesidad se presenta a la luz de las defensas argentinas, el gobierno de Chile solicita por consiguiente a la Corte de Arbitraje decidir a favor de Chile las preguntas referidas en el párrafo (2) del Artículo 1 del Acuerdo de Arbitraje (Compromiso) datado el 22 de julio de 1971 y hacer las declaraciones que figuran en él.

En la Contramemoria la parte chilena solicitó formalmente a la corte arbitral:

Por las razones establecidas a lo largo de la Memoria chilena y en esta Contramemoria, y reservando el derecho a enmendar o suplementar sus solicitudes, el gobierno de Chile formalmente
 (i) renueva la solicitud hecha en el párrafo 3 en p. 176 de la Memoria chilena y
 (ii) requiere a la Corte de Arbitraje rechazar las solicitudes hechas por el gobierno de Argentina en p. 446 de su Memoria.

En la Réplica la parte chilena solicitó formalmente a la Corte:

Por las razones establecidas a lo largo de la Memoria y Contramemoria chilena, junto con su Réplica, y resevando el derecho a enmendar o suplementar sus solicitudes, el gobierno de Chile formalmente confirma las solicitudes presentadas en la conclusión de su Memoria y Contramemoria, y así
 (i) mantiene el requerimiento hecho en el párrafo 3 en la p. 176 de la Memoria chilena; y
 (ii) renueva la solicitud de la Contramemoria chilena (en p. 151) que la Corte de Arbitraje rechace las solicitudes hechas por el gobierno de Argentina en la p. 446 de su Memoria y mantenida en p. 541 de su Contramemoria.

En la declaración del 14 de octubre de 1976 al finalizar los alegatos la parte chilena efectuó la siguiente solicitud:

De acuerdo con el Compromiso de fecha 22 de julio de 1971, y a la luz de los argumentos escritos y orales del gobierno de Chile y de las evidencia aducidas, y en relación a la pregunta enviada al gobierno de su Majestad británica concerniente a la interpretación del Tratado de Límites del 23 de julio de 1881; La República de Chile requiere a la Corte de Arbitraje decidir:
 Primero que las islas Picton, Nueva y Lennox, y las islas e islotes adyacentes a ellas, pertenecen a la República de Chile; y
 Segundo que las otras islas e islotes incluidas en la lista enviada al Registro con carta No. 131 datada el 20 de septiembre de 1976 y descritas allí como accesorias "a las costas autrales", pertenecen a la República de Chile; pero, esta segunda comunicación no debe ser aceptada por la Corte, luego, como una alternativa, que todas las otras islas e islotes cuya superficie terrestre esté enteramente situada en su totalidad en la región referida en el Artículo I (4) del Compromiso datado el 22 de julio de 1971, pertenecen a la República de Chile.

### Argumentos chilenos

Zona Económica Exclusiva y Plataforma Continental de Argentina y Chile según la versión chilena

Los argumentos de Chile eran los siguientes:
1. Al contrario de lo que argumentaba la posición argentina, no existe en la relación de derecho internacional entre ambos países un "principio oceánico", tampoco como versión moderna de la doctrina uti possidetis. Esta doctrina quedó sin significado a partir del tratado de 1881 que reordenó completamente las relaciones territoriales entre los dos países.
2. En lo que se refiere a la constelación de intereses, sí hubo un intercambio, pero no como la Argentina afirma de una renuncia al Atlántico por la cesión de Magallanes. En vez de eso, Chile renunció a sus prerrogativas sobre la Patagonia Oriental, y a cambio de eso recibió de la Argentina la soberanía sobre todo el estrecho de Magallanes. Dada esa situación, todos los artículos del tratado deben ser interpretados como una sola unidad: la cláusula "sin perjuicio" al final del Art. II significa entonces que todos los territorios al sur de los Andes y la línea de punta Dungeness son chilenos con la sola excepción de los territorios asignados explícitamente a la Argentina.
3. Si la Argentina argumenta que, dado que no hay otras islas "...sobre el Atlántico..." las únicas a las que se puede referir el tratado son Picton, Nueva y Lennox, debe ser señalado que el Tratado de 1881 se refiere a islas "...que haya..." Por lo demás, el término Tierra del Fuego se refiere exclusivamente a la isla Grande, como se deduce de la sistemática del Art. III. También Patagonia se refiere al continente. Es imposible considerar que Picton, Nueva y Lennox queden "al este" de esas regiones.
4. Por esas razones es determinante para la cesión de Picton, Nueva y Lennox la cláusula "canal Beagle". Dado que ambos contrayentes entendieron el brazo norte del canal, la soberanía chilena sobre Picton, Nueva y Lennox queda claramente estipulada.
5. En cuanto a la importancia de la soberanía ejercida por Chile sobre las islas, importancia rechazada por la Argentina, esta soberanía ejercida es un factor determinante según las reglas de derecho de Viena, porque la Argentina no formalizó protestas ante estos actos de ejercicio de soberanía chilena.
6. En cuando al canal Beagle, Chile sostiene que bordea la costa sur de la isla Grande de Tierra del Fuego hasta desembocar en el océano en un punto situado a una milla al oeste de punta Jesse, enfrentado con la punta Oriental de la isla Nueva.

## La sentencia y la argumentación de la corte arbitral
La corte arbitral comenzó sus deliberaciones poco después de que el 23 de octubre de 1976 finalizaran los alegatos orales.
La decisión de la corte arbitral consta de cinco partes:
I. Ámbito de aplicación, geografía de la disputa y tarea de la Corte
II. Consideraciones históricas previas
III. El Tratado de Límites de 1881
IV. Incidentes y datos confirmatorios o corroborativos
V. Decisión

### Premisas de la decisión
1. La corte arbitral no tenía competencia para adjudicar tierras y aguas situadas fuera del «martillo».
2. La corte no estaba obligada a definir en sentido geográfico o físico cuál era la traza verdadera del canal Beagle en su boca oriental. La cual para los efectos del fallo era considerada con dos brazos, el de la opinión chilena y el de la opinión argentina.
3. Aunque las partes no presentaron a la corte arbitral una solicitud de decisión común a ambas, lo que cada una pidió resolver es lo mismo que lo que solicitaba la otra. A juicio de la corte arbitral, la definición del título sobre las islas e islotes presentado por Chile llevaba aparejada la decisión sobre las aguas marítimas y plataforma continental adyacentes, y la definición del límite marítimo presentada por Argentina no era posible si no se definían los títulos sobre las islas que lo generan.
4. La corte arbitral debía alcanzar sus conclusiones de acuerdo a los principios de derecho internacional, no pudiendo hacerlo ex aequo et bono.
5. La corte arbitral tuvo en cuenta que ambos países tomaban al grupo Picton, Nueva y Lennox como una unidad, aunque no se vio vinculada por ello.
6. A pesar de sus diferencias en la interpretación, la corte arbitral observó que ambos litigantes estaban de acuerdo en que:
  1. Sus derechos sobre el área disputada están gobernados exclusivamente en el Tratado de Límites de 1881, interpretado de acuerdo con los principios consagrados en los artículos 31-33 de la Convención de Viena sobre el Derecho de los Tratados de 1969 (esto es: de buena fe, de acuerdo a los significados ordinarios de los términos utilizados, en su contexto, y a la luz de sus objetivos y propósitos).
  2. El Tratado de 1881 tenía como fin establecer un acuerdo completo, definitivo y final de todas las cuestiones territoriales pendientes en ese momento entre ambos países, por lo que ningún territorio disputado quedó sin asignar, incluso si las demarcaciones quedaron para resolver posteriormente o existían diferencias de interpretación sin resolver.
  3. El régimen creado por el Tratado de 1881 remplaza y sustituye todo el ordenamiento territorial o entendimientos entre las partes, junto con los antiguos principios que gobernaban la asignación territorial en la América española.
7. Para cumplir con el deseo de los litigantes de evitar cualquier fracaso del arbitraje, la corte arbitral se reservó el derecho a recurrir a cualquier otra consideración jurídica válida y relevante, de conformidad con el derecho internacional, que no se encuentre en el Tratado de 1881 y que fuese necesaria para cumplir su cometido.

### Interpretación del Tratado de 1881
La corte arbitral consideró que no era parte de su tarea pronunciarse sobre cuáles podrían haber sido los derechos de las partes en base al uti possidetis juris de 1810, en primer lugar porque esos derechos se suponían alcanzados y superados por el régimen impuesto por el Tratado de 1881, y en segundo lugar porque previo a la firma del tratado ambas partes reclamaban los mismos territorios en virtud del mismo principio. La corte arbitral consideró que el artículo 39 del Tratado de Paz, Amistad, Comercio y Navegación firmado por ambos países en 1855, que consagró el principio del uti possidetis juris de 1810 y congeló las disputas, nunca fue denunciado, pero sus propósitos fueron satisfechos por el Tratado de 1881. La corte arbitral consideró, que si lo encontraba necesario para interpretar el Tratado de 1811, tomaría en cuenta las negociaciones entre ambos países desde 1876 a 1881 que llevaron a su firma. En ese sentido, tuvo en cuenta las Bases de Negociación propuestas por el argentino Bernardo de Irigoyen en julio de 1876 y rechazadas por Chile.
La corte arbitral analizó el título y el preámbulo del Tratado de 1881, considerando que debían tenerse en cuenta para la correcta interpretación del texto del tratado, concluyendo que el régimen del uti possidetis juris de 1810 fue un régimen temporal vigente hasta que se alcanzase un acuerdo o arbitraje sobre los límites definitivos entre ambos. En cuanto a la posición argentina respecto de que el Tratado de 1881 debe ser interpretado a la luz del uti possidetis juris de 1810 (que Chile consideró extinguido con la puesta en vigor del Tratado de 1881), principio que considera subsiste para resolver cualquier duda, la corte arbitral lo rechazó como principio vinculante o general (no lo reconoció como jus cogens) al no haber antecedentes en otros tratados entre países hispanoamericanos, pero consideró que podía ser considerado en algunos contextos particulares. La corte arbitral concluyó que la principal razón por la que Argentina lo sostenía era para apuntalar su opinión sobre el principio oceánico.
La corte arbitral observó que ambas partes estaban de acuerdo en que el Tratado de 1881 fue un compromiso entre las dos reclamaciones rivales a los mismos territorios, pero que no estaban de acuerdo respecto del carácter de ese compromiso y de qué reclamaciones territoriales estaban cubiertas por él. Para Argentina los tres primeros artículos del tratado son independientes entre sí, tratando cada uno un sector distinto, mientras que para Chile debían interpretarse como un todo, no pudiéndose comprender plénamente cada uno por separado sin el concurso de los otros. La corte arbitral coincidió en ese punto con la opinión chilena. Con respecto al carácter del compromiso, Chile expresó que el aspecto esencial del tratado fue su renuncia a la Patagonia propia (al norte de la línea punta Dungeness-paralelo 52° Sur y al este de los Andes) a cambio de la renuncia argentina a toda reclamación magallánica, incluyendo el reconocimiento de su exclusivo control sobre el estrecho de Magallanes y de todas las costas e islas al sur de la línea punta Dungeness-Andes hasta el cabo de Hornos, exceptuando las atribuidas a Argentina por provisiones del tratado. Argentina rechazó completamente ese punto de vista, expresando que Chile nunca tuvo ninguna reclamación válida sobre la Patagonia propia, considerando que nunca entró en el compromiso, y que las definiciones del tratado sobre sus límites eran solo un reconocimiento a los títulos argentinos ya adquiridos sobre ella. Argentina expresó que se reconoció a Chile el área magallánica a cambio del reconocimiento chileno al principio atlántico de Argentina, correspondiéndole todas las islas al oriente de la Tierra del Fuego que estén sobre el Atlántico. La corte arbitral compartió la posición chilena y aceptó que las relaciones sistémicas y el contexto político se expresan más por una alternativa "Patagonia por Magallanes" que por una alternativa "Magallanes por Atlántico". Señaló que la palabra pertenecerán en el párrafo Los territorios que quedan al Norte de dicha línea pertenecerán a la República Argentina del artículo 2 significa una atribución de territorio, caso contrario debería decir pertenecen. Sin embargo, la solución regla-excepción que Chile deducía del artículo II por el que opinaba le correspondían todos los territorios al sur de la línea Dungeness-Andes no expresamente atribuidos a Argentina en el artículo III, no fue apoyada por la corte arbitral, que se reservó el derecho a entender la cláusula "islas" según el texto concreto y no basarse en suposiciones.

### Decisión
La corte arbitral se ocupó del texto del Tratado y de la interpretación de la cláusula de las «islas»:

«... pertenecerán a la República Argentina ... y las demás islas que haya sobre el Atlántico al oriente de la Tierra del Fuego y costas orientales de la Patagonia.»

Después de un cuidadoso análisis de todos los significados posibles de «Tierra del Fuego», limitado solo a la isla Grande, ampliación a todo el archipiélago y a «Patagonia», Patagonia continental, Patagonia magallánica y Patagonia fueguina, la corte arbitral se decidió por el significado más estricto. Lo mismo sucedió con los términos, «al oriente de...» y «y costas orientales de...». Las razones dadas por la corte arbitral fueron:
La argumentación argentina es consecuente en su sentido marítimo, pero requiere una interpretación especial. Si «Tierra del Fuego» o «Patagonia» significaran, como pretende la Argentina, también el archipiélago al sur de la Isla Grande hasta el Cabo de Hornos, entonces Picton, Nueva y Lennox estarían incluidas en el término. Pero entonces no podría estar al este de la región referida, a no ser que se entienda «al este de» como «en la parte este de». Por último, el grupo Picton, Nueva y Lennox no puede ser caracterizado como «atlántico». Con toda seguridad eso puede ser descartado, en todo caso para la Picton, no solo porque la Picton está cubierta parcialmente hacia el Atlántico por la Nueva y la Lennox sino que también porque se perdería el sentido de donde termina el carácter atlántico y donde comienza el carácter pacífico de una isla. Si se considera a Picton, Nueva y Lennox como una unidad, entonces el punto de vista chileno de considerar las islas como vecinas del canal es mucho más verdadero que considerarlas del Atlántico. La corte arbitral considera que la asignación de otras islas atlánticas es solo hipotética («...que haya...»). Una asignación de islas «atlánticas» en el sentido más amplio de la palabra que le da Argentina no se puede deducir del texto, así dedujo la corte arbitral, ni de posteriores aclaraciones de estadistas sobre el asunto.
La posición de la corte arbitral frente a la argumentación argentina se puede resumir de la siguiente manera: la corte arbitral no quiso ir tan lejos como para descartar la perspectiva argentina sobre la determinación atlántica de la cláusula islas por ser imposibles de deducir del tratado. Pero, señalando la Convención de Viena sobre el Derecho de los Tratados, la corte arbitral se acogió al principio de que en caso de dudas, la interpretación más fácil tiene preferencia. La interpretación argentina no era la más directa, según la corte arbitral, más bien era propicia para violentar el texto.
Aceptada la premisa de que el Tratado de 1881 no deseaba dejar asuntos pendientes y después de rechazar la argumentación argentina («sobre el Atlántico») solo quedaba a la corte arbitral aceptar la posición chilena («al sur del Canal Beagle»). El canal al oeste de la isla Picton se divide en varios brazos y depende a cual brazo se refiere el tratado para definir la pertenencia de las islas. La tesis chilena, que define el brazo norte como el referido por el tratado, fue aceptada por tres razones:
1. Dado que el grupo Picton, Nueva y Lennox no es «atlántico» sino «al sur» del canal, solo puede ser posible si el tratado se basó en un canal que corre al norte de esas islas.
2. Si el tratado dice «al sur», necesariamente debe haber una línea de este a oeste, esta línea solo puede referirse al brazo norte del canal.
3. Si el tratado concede a la Argentina todo el territorio al este de la línea norte-sur sobre la Isla Grande «hasta el Canal Beagle», esto significa que el límite sur de esa concesión es el canal Beagle.

En cuanto al juzgamiento de la «práctica posterior» (según la Convención de Viena sobre el Derecho de los Tratados se debe considerar «cada práctica posterior en la aplicación del Tratado que exprese el acuerdo de los contrayentes en la aplicación del tratado») la corte arbitral llegó a la conclusión que Chile constante y continuamente había aplicado la misma interpretación, lo cual no había hecho la Argentina.
También consideró la corte arbitral que las primeras cartas argentinas después del tratado mostraban las islas como chilenas.
Tanto a los actos de soberanía del estado chileno -concesión de derechos para la búsqueda de oro, señales de navegación, servicio médico y escuelas- como al silencio argentino frente a esos actos, la corte arbitral no les dio valor alguno.
La sentencia unánime fue dada a conocer el 18 de febrero de 1977 al gobierno británico. El juez francés André Gros dio un voto disidente, pero no en cuanto al resultado, sino a la argumentación.

176.- En consecuencia,

LA CORTE DE ARBITRAJE,
 

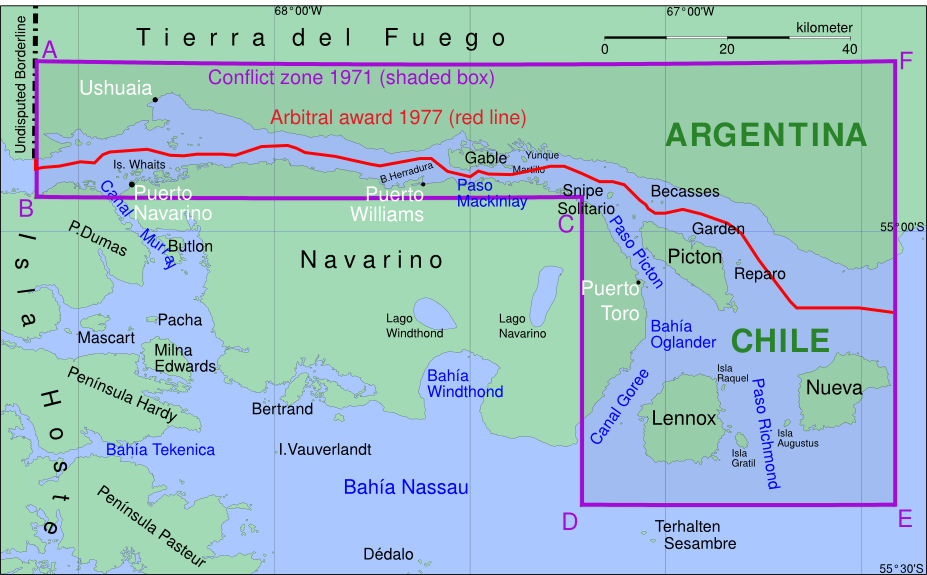
Martillo del laudo y límite laudado (línea roja).

Teniendo presentes las consideraciones que preceden y, más en particular, las razones que se dan en los párrafos 55-111-,
 
UNÁNIMENENTE

1.- Decide
 
i) Que pertenecen a la República de Chile las islas Picton, Nueva y Lennox, conjuntamente con los islotes y rocas inmediatamente adyacente a ellas;
 
ii) Que la línea roja que se traza en la carta anexa titulada "Boundary-Line Chart" –la cual constituye parte integrante de la presente Decisión (Compromiso de 22 de julio de 1971, Artículo XII (1)– constituye el límite entre las jurisdicciones territoriales y marítimas de las Repúblicas de Argentina y Chile, respectivamante, dentro de la zona enmarcada por las líneas rectas que unen los puntos de coordenada A, B, C, D, E, y F que se especifican en el Artículo I (4) de dicho Compromiso, la que se conoce como "el Martillo" (DECISION, párrafo 1);
 
iii) Que dentro de dicha zona pertenece a la República Argentina el título a todas las islas islotes, arrecifes, bancos y bajíos que estén situados al norte de dicha línea roja; y a la República de Chile, el de los que estén situados al sur de ella.

2. Determina –(Compromiso, Artículo XII (3)– que en tanto cuanto sea necesario dar pasos especiales para cumplir la presente Decisión, ellos se darán por las Partes, y la Decisión será cumplida dentro de un plazo de nueve meses, que se contarán desde la fecha en la cual, después de su sanción por el Gobierno de Su Majestad Británica, ella sea notificada por éste a las Partes, con la Declaración de que constituye la Sentencia que se indica en el Artículo XIII (1) del Compromiso.

3. Ordena a las Partes:

(i) que le informen, por el conducto del Secretario de la Corte, sobre las medidas de carácter legislativo, administrativo, técnico u otro, que estimen preciso adoptar conjunta o separadamente, a fin de cumplir la presente Decisión;

(ii) que informen a la Corte a su debido tiempo, y en todo caso dentro del plazo que se señala en el párrafo 2 de esta Parte Dispositiva, sobre los pasos que dieren, respectivamente, para el cumplimiento de la Decisión:

4. Declara, habida consideración del Artículo XV del Compromiso, que la Corte:

(i) continúa en funciones para los fines que se señalan en el párrafo 3 de esta Parte Dispositiva, hasta que haya notificado al Gobierno de Su Majestad Británica que, a juicio de la Corte, se ha dado ejecución material y completa a la Sentencia a que se refiere el Artículo XIII (1) del Compromiso;

(ii) queda a disposición de las Partes para el efecto de guiarlas o instruirlas, según lo requirieren, con miras a la debida ejecución de la Sentencia.

Hecho en Ginebra el día 18 de febrero de 1977, en un solo ejemplar, para ser transmitido al Gobierno de Su Majestad Británica en el Reino Unido, de acuerdo con el Artículo XII (1) del Compromiso, acompañado del original de la Parte Dispositiva, de fecha 31 de enero de 1977 que lleva la firma de los entonces cuatro Miembros de la Corte.

C. C. FITZMAURICE, Presidente

PHILIPPE CAHIER, Secretario
Parte dispositiva del laudo

En cuanto al límite en el canal Beagle, la corte arbitral dictaminó que si el Tratado de Límites de 1881 daba costa a Argentina, el derecho internacional le aseguraba un acceso marítimo a sus puertos:

"the Court considers it as amounting to an overriding general principle of law that, in absence of express provision to the contrary, an attribution of territory must ipsofacto carry with it the waters appurtenant to the territory attributed
 (§ 107 del Laudo Arbitral).

Rechazó la posición chilena respecto de que todas las islas situadas íntegramente dentro del canal Beagle le pertenecían. El laudo arbitral hace pasar la frontera aproximadamente por el medio del canal asegurando la navegación para ambos países en concordancia general con la línea solicitada por Argentina hasta las proximidades del islote Snipe. Reconoce a Chile la soberanía sobre las islas Whaits, los islotes Snipe, Eugenia, Solitario, Hermanos, Gardiner y Reparo y el banco Herradura. A la Argentina entregó en el interior del canal las islas Bridges, Eclaireurs, Gable, Becasses y los islotes Martillo y Yunque. Al extremo oriente del canal reconoce la soberanía chilena sobre las islas Picton, Nueva y Lennox con sus islotes y roqueríos.
El límite marino corre desde el extremo oriente del canal en dirección sureste (véase línea gris en el mapa al lado derecho). La Corte consideró que no era su atribución establecer cuál era el curso verdadero del canal Beagle, sino que debía establecer cuál era el curso al que se refiere el Tratado de 1881.

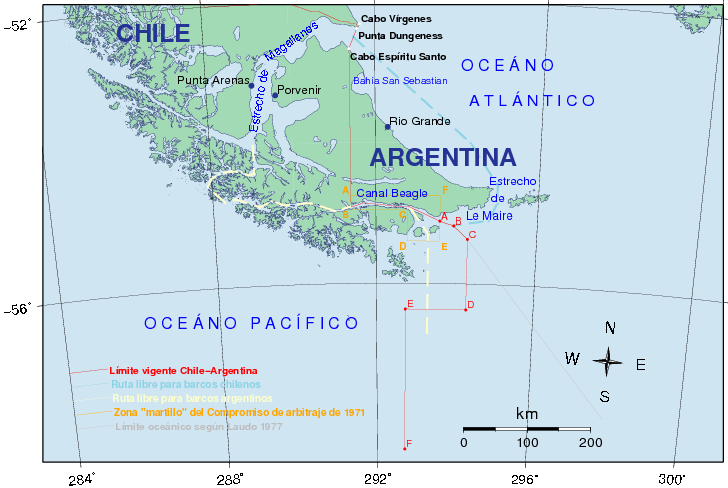
La línea roja en el Canal Beagle hasta el punto A y a partir del punto A la línea gris señala el límite trazado por el Laudo Arbitral de 1977. La línea ABCDEF señala el límite según el Tratado de Paz y Amistad de 1984.

## El rechazo argentino al laudo arbitral
El 25 de enero de 1978 el canciller argentino Óscar Antonio Montes comunicó al embajador chileno en Buenos Aires:

(...) el Gobierno de la República Argentina después de estudiar minuciosamente el Laudo Arbitral de S. M. Británica sobre la controversia en el Canal Beagle, ha decidido declarar insanablemente nula –de acuerdo con el Derecho Internacional– la decisión del Árbitro.

(...) La República Argentina no se considera por lo tanto obligada al cumplimiento de la decisión arbitral y desea, en consecuencia, informar a Vuestra Excelencia que no reconocerá validez de ningún título que invoque la República de Chile sobre la base del Laudo Arbitral para arrogarse derechos de soberanía sobre el territorio o área marítima alguna.

Entiende, asimismo, mi Gobierno que no resulta conveniente que nuestras dos repúblicas vean perjudicadas la calidad de sus relaciones como resultado de una decisión arbitral dictada en desacuerdo con el Derecho Internacional. Por ello, deseo también expresar a Vuestra Excelencia que el Gobierno argentino considera que el camino más apto para hallar soluciones permanentes y definitivas y el más acorde de nuestra historia, es el negociar bilateralmente el conjunto de las diferencias jurisdiccionales planteadas entre los dos países, tal como ha quedado evidenciado en la reciente reunión de los excelentísimos señores Presidentes de ambas naciones, celebrada en la ciudad de Mendoza.

Así, la Argentina declaró «insanablemente nula» a la decisión de la Corte y al laudo dictado en consecuencia y no se consideró obligada a su cumplimiento, declarando además que la decisión de la Corte «adolece de defectos graves y numerosos» y que la misma fue dictada «en violación de las normas internacionales a que la Corte debía ajustarse».
La declaración de nulidad divide los argumentos que justificaban el rechazo en los siguientes ítems:
- a) Deformación de las tesis argentinas.
- b) Opinión sobre cuestiones litigiosas no sometidas a arbitraje.
- c) Contradicciones en el razonamiento.
- d) Vicios de interpretación.
- e) Errores geográficos e históricos.
- f) Falta de equilibrio en la apreciación de la argumentación y de la prueba producida por cada parte.[1]

El canciller chileno Patricio Carvajal, notificó al embajador argentino el 26 de enero rechazando terminantemente la "Declaración de Nulidad".
El canciller del presidente Alejandro Agustín Lanusse, Luis María de Pablo Pardo, había aceptado incluir en la corte arbitral al juez británico Gerald Fitzmaurice, quien la presidió y había prejuzgado actuando para su país al defender los derechos británicos sobre la Antártida. Ese juez calificó la presencia argentina allí como «usurpadora», y sobre el tema del Atlántico Sur calificó a la Argentina como «intrusa» en él. Esa tesis él la ejemplificó con un mapa en donde las islas del grupo PNL aparecían como chilenas. La imparcialidad del juez estaba en duda, pues al haber hecho pública su opinión sobre el tema específico en cuestión prejuzgó su posición sobre la disputa. 
La corte arbitral estaba obligada a seguir las reglas estipuladas ad pedem litteræ, en ellas se la advertía particularmente como conditio sine qua non a no expresarse sobre soberanías en otros sectores fuera de los estipulados, es decir, limitarse a trazar un término binacional exclusivamente dentro del ámbito demarcado al efecto: el polígono conocido como «el martillo», y no fuera de él. En la opinión argentina, la corte esto no lo cumplió, extralimitándose de los poderes que se le habían conferido al darle a Chile la razón también sobre sus aspiraciones en otros tramos marítimos pendientes de discusión (tanto sobre el tema de «la totalidad» del estrecho de Magallanes, como así también en el concerniente al diferendo sobre las aguas e islas al sur del «martillo»), los cuales claramente no estaban incluidos dentro del área a laudar. En ambos casos la Corte hizo menciones como parte de otras argumentaciones sin expresarse directamente sobre esos asuntos, pero que implicaban opinión sobre ellas. Por ello, si la Argentina acataba el fallo, implícitamente aceptaba los juicios que la corte emitió en él sobre esas dos áreas, lo cual le significaba un antecedente para entablar negociaciones futuras por las mismas, puesto que, con la aceptación argentina, Chile las obtendría automáticamente de iure por añadidura.
Por ello la Argentina impidió el predecible statu quo que sobrevendría si aceptaba el laudo, declarándolo nulo, e inmediatamente iniciando conversaciones directas con el gobierno de Chile, las que dieron como resultado final la obtención para la soberanía argentina de territorios marítimos que con la aceptación del fallo por la Argentina posiblemente hoy estarían bajo soberanía chilena; aunque no sin antes de colocar la disputa al borde de una definición mediante manu militari, conflicto que a último momento el papa Juan Pablo II pudo evitar.
Luego de la restauración de la democracia argentina en diciembre de 1983, el laudo fue también considerado ilegal dentro de la legislación argentina, ya que la Corte Suprema de la Nación modificó su criterio respecto de las normas de facto, estableciendo que para su validez debían ser ratificadas por el Congreso (doctrina de la inequivalencia); cayendo en esta categoría el Compromiso de Arbitraje solicitado por el gobierno de facto de Lanusse, el cual nunca fue ratificado por el Congreso argentino.
Más allá de cualquier grado de razón en la decisión Argentina de no acatar el laudo lo cierto es que este no admitía recurso alguno y su cumplimiento quedaba sometido al honor de las partes, por lo que no existía vía de impugnación y, según el Derecho Internacional, lo único que cabía hacer era acatarlo y cumplirlo. La consideración del fallo como insanablemente nulo pasa por sobre todo cauce procedimental puesto que las partes de un conflicto, si estiman que existe un vicio de nulidad en una actuación judicial, deben manifestarlo por la vía correspondiente al tribunal permitiendo que este sea quien resuelva el punto. Dicho de otra forma, no corresponde a una de las partes declarar por sí misma la nulidad de una resolución judicial, en este caso, de un laudo arbitral.

## Término de funciones de la corte arbitral
En el Compromiso de Arbitraje se estipulaba lo previsto en el Tratado General de Arbitraje del 28 de mayo de 1902 para la resolución de controversias.
El artículo 13 de este último dice:

Artículo 13

La sentencia es inapelable y su cumplimiento está confiado al honor de las Naciones signatarias de este pacto. Sin embargo, se admitirá el recurso de revisión ante el mismo Árbitro que la pronunció, siempre que se deduzca antes de vencido el plazo señalado para su ejecución, y en los siguientes casos:

1°. Si se ha dictado sentencia en virtud de un documento falso o adulterado;

2°. Si la sentencia ha sido en todo o en parte la consecuencia de un error de hecho, que resulte de las actuaciones o documentos de la causa.

El estado argentino pudo haber solicitado una revisión del veredicto, estaba dentro de sus derechos, pero declarar unilateralmente el Laudo Arbitral "insanablemente nulo" no estaba contemplado el Tratado General de Arbitraje, que era el marco de derecho que ambas naciones se habían comprometido a obedecer. Argentina quebró de esa manera el derecho internacional colocando a ambos países al borde de la guerra.
En una nota del 8 de marzo de 1978 la corte arbitral clarificó a ambos países que el compromiso acordado no permitía la renuncia unilateral al juicio y que tales intentos:

"must themselves be regarded as nullities, devoid of all legal force or effect. They are not capable of impairing the validity of the Award, which in consequence remains fully operative and obligatory in law".

(Traducción: deben ser considerados nulos, vacíos de cualquier fuerza legal o efecto. No pueden tocar la validez de la sentencia, que en consecuencia conserva todo su valor y vigencia legal.)
Dado que de hecho el laudo arbitral había sido cumplido, las islas otorgadas a Chile se encontraban bajo soberanía chilena y las islas otorgadas a Argentina se encontraban bajo soberanía argentina, la corte arbitral se declaró functus officio (labor cumplida) en una nota ya que hubiese sido en extremo anormal y extraño si por la falta de cooperación de una de las partes se permaneciese por mayor tiempo en el cargo.

## Consecuencias

Zona Económica Exclusiva y Plataforma Continental de Argentina y Chile según la proyección marítima en base al límite ratificado en el laudo de 1977.

Tras la declaración de nulidad por parte de Argentina, ambos países quedaron en 1977 ante la posibilidad cierta de una guerra. El 20 de febrero de 1978 Argentina y Chile firmaron un acuerdo en Puerto Montt, estableciendo las bases de negociaciones para resolver sus diferencias, pero hacia fines de año la guerra parecía inminente. La intervención del papa Juan Pablo II hizo que el 8 de enero de 1979 los dos estados firmaran el Acta de Montevideo, pidiendo la mediación de la Santa Sede.
Aunque el Laudo Arbitral no es mencionado en el Tratado de Paz y Amistad entre Chile y Argentina de 1984, éste adoptó como ya definida la frontera marítima en el canal Beagle y la pertenencia a Chile de todas las islas que el laudo le adjudica, también las que estando fuera del "martillo" al este del meridiano del cabo de Hornos fueron posteriormente reclamadas por Argentina. La aceptación argentina fue obtenida por Chile a través de una transacción en la frontera mar afuera entre ambos países.